# Liste von leichten Maschinengewehren gemäß den Kennblättern fremden Geräts D 50/2

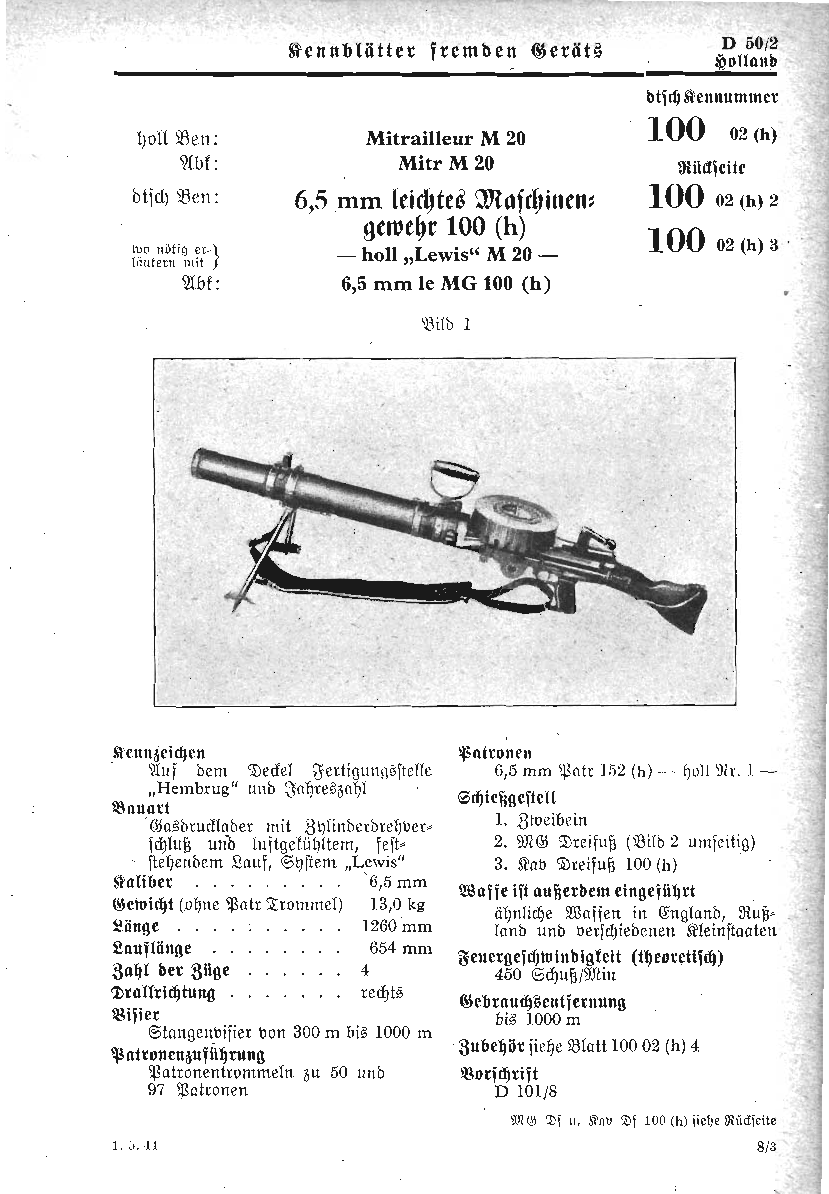
Kennblattbeispiel zu
D 50/2 Nr 100 (h)

In dieser Liste von leichten Maschinengewehren gemäß den Kennblättern fremden Geräts D 50/2 werden Fremdgeräte vom Typ leichtes Maschinengewehr aufgeführt, die vom Heereswaffenamt verzeichnet wurden.
Nachfolgend ein Überblick/Auszug zur offiziellen Dokumentation Kennblätter fremden Geräts D 50/2: Maschinengewehre.

## Hinweise zur Liste
Aufbau der Tabelle
Untenstehende Tabelle führt folgenden Spalteninhalte:
- dtsch. Kennnr. (deutsche Kenn-Nummer), dies entspricht dem Originalindex in den Kopfzeilen der Kennblätter mit Kennnummer, Stoffgebietenummer und Beutezeichen.
- Abk. dtsch. Ben. (Abkürzung deutsche Benennung), Originalbezeichnung entnommen aus der fünften Zeile der Kennblätter.
- Landesbez. nach HWA (Heereswaffenamt), Originalangaben entnommen aus der ersten Zeile der Kennblätter.
- (Wikipedia-Artikel) Link zum Wikipedia-Artikel in runden Klammern in der zweiten Zeile unter Landesbez. nach HWA.
- Bild, eine Bildauswahl aus Wikipedia für dieses Objekt.
- Kal. mm (Kaliber), entnommen aus den technischen Angaben der Kennblätter.
- Bemerkungen, Originalangaben entnommen aus den erweiterten Angaben der Kennblätter.

 Info: Die in der Tabelle angegebenen Originaleinträge sollen nicht geändert werden, weil diese den Angaben aus den Kennblättern entsprechen. Nach neuerem Forschungsstand sind teilweise Errata in den Kennblättern erkannt worden. Diese werden unten im Abschnitt Anmerkungen jeweils zur Kenn-Nummer erläutert. Die Wikilinks in den runden Klammern sollten das Lemma der entsprechenden Artikel in Wikipedia enthalten.
| dtsch. Kennr.  | Abk. dtsch. Ben.             | Landesbez.nach HWA (Wikipedia-Artikel)                                  | Bild                                                                 | Kal. mm | Bemerkungen                                                                                |
| -------------- | ---------------------------- | ----------------------------------------------------------------------- | -------------------------------------------------------------------- | ------- | ------------------------------------------------------------------------------------------ |
| 096 02 (i)     | 6,5 mm le MG 096 (i)         | Mitragliatrice leggera S.J.A. Mod 18 (SIA-Maschinengewehr)              |                                                                      | 6,5     |                                                                                            |
| 096 02 (i) 1   | 6,5 mm le MG 096 (i)         | Mitragliatrice leggera S.J.A. Mod 18 (SIA-Maschinengewehr)              | Lauf                                                                 | 6,5     |                                                                                            |
| 096 02 (i) 2   | 6,5 mm le MG 096 (i)         | Mitragliatrice leggera S.J.A. Mod 18 (SIA-Maschinengewehr)              | Dreibein                                                             | 6,5     |                                                                                            |
| 097 02 (i)     | 6,5 mm le MG 097 (i)         | Mitragliatrice leggera Fiat 26 (Fiat 26-Maschinengewehr)                |                                                                      | 6,5     |                                                                                            |
| 097 02 (i) 1   | 6,5 mm le MG 097 (i)         | Mitragliatrice leggera Fiat 26 (Fiat 26-Maschinengewehr)                | Lauf                                                                 | 6,5     |                                                                                            |
| 097 02 (i) 2   | 6,5 mm le MG 097 (i)         | Mitragliatrice leggera Fiat 26 (Fiat 26-Maschinengewehr)                | kleines Dreibein                                                     | 6,5     |                                                                                            |
| 098 02 (i)     | 6,5 mm le MG 098 (i)         | Mitragliatrice leggera Breda 5 c (Breda-Maschinengewehr)                |                                                                      | 6,5     |                                                                                            |
| 098 02 (i) 1   | 6,5 mm le MG 098 (i)         | Mitragliatrice leggera Breda 5 c (Breda-Maschinengewehr)                | Lauf                                                                 | 6,5     |                                                                                            |
| 098 02 (i) 2   | 6,5 mm le MG 098 (i)         | Mitragliatrice leggera Breda 5 c (Breda-Maschinengewehr)                | Dreibein mit Rückenpolster und Trageriemen                           | 6,5     |                                                                                            |
| 099 02 (i)     | 6,5 mm le MG 099 (i)         | Mitragliatrice leggera Breda Mod 30 (Breda 30-Maschinengewehr)          |                                                                      | 6,5     |                                                                                            |
| 099 02 (i) 1   | 6,5 mm le MG 099 (i)         | Mitragliatrice leggera Breda Mod 30 (Breda 30-Maschinengewehr)          | Lauf                                                                 | 6,5     |                                                                                            |
| 099 02 (i) 2   | 6,5 mm le MG 099 (i)         | Mitragliatrice leggera Breda Mod 30 (Breda 30-Maschinengewehr)          | Kolbenstütze (nur bei alten Fertigungen)                             | 6,5     |                                                                                            |
| 099 02 (i) 3   | 6,5 mm le MG 099 (i)         | Mitragliatrice leggera Breda Mod 30 (Breda 30-Maschinengewehr)          |                                                                      | 6,5     | Zubehörkasten mit Inhalt                                                                   |
| 099 02 (i) 4   | 6,5 mm le MG 099 (i)         | Mitragliatrice leggera Breda Mod 30 (Breda 30-Maschinengewehr)          |                                                                      | 6,5     | Patronenkasten (Bild: Nr. 1)                                                               |
| 099 02 (i) 5   | 6,5 mm le MG 099 (i)         | Mitragliatrice leggera Breda Mod 30 (Breda 30-Maschinengewehr)          | Ladestreifen (Bild: Nr. 2)                                           | 6,5     |                                                                                            |
| 099/2 02 (i)   | 6,5 mm le MG 099/2 (i)       | Mitragliatrice leggera Breda Mod 30/38 (Breda 30-Maschinengewehr)       |                                                                      | 6,5     | Marineausführung, leicht veränderter Kolbenhals                                            |
| 100 02 (h)     | 6,5 mm le MG 100 (h)         | Mitrailleur M 20 (Lewis-Maschinengewehr)                                |                                                                      | 6,5     |                                                                                            |
| 100 02 (h) 1   | 6,5 mm le MG 100 (h)         | Mitrailleur M 20 (Lewis-Maschinengewehr)                                | Lauf                                                                 | 6,5     |                                                                                            |
| 100 02 (h) 2   | MG Df 100 (h)                | Drievoetaffuit tot mitr M 20                                            | Maschinengewehr- Dreifuß                                             | 6,5     |                                                                                            |
| 100 02 (h) 3   | Kav Df 100 (h)               | Affuit tot cav M 20                                                     | Kavallerie- Dreifuß                                                  | 6,5     |                                                                                            |
| 100 02 (h) 4   |                              |                                                                         | Werkzeug- u. Ersatzteiltasche                                        | 6,5     |                                                                                            |
| 101 02 (n)     | 6,5 mm le MG 101 (n)         | Hotchkiss 6,5 mm lette mitraljøse m/11 (Hotchkiss M1909)                |                                                                      | 6,5     |                                                                                            |
| 101 02 (n) 1   | 6,5 mm le MG 101 (n)         | Hotchkiss 6,5 mm lette mitraljøse m/11 (Hotchkiss M1909)                | Lauf                                                                 | 6,5     |                                                                                            |
| 102 02 (n)     | 6,5 mm le MG 102 (n)         | Maskingevaer m/14 (system Madsen) (Madsen-Maschinengewehr)              |                                                                      | 6,5     | anders als bei le MG 103 (n) ist Korn ganz vorn an der Mündung                             |
| 102 02 (n) 1   | 6,5 mm le MG 102 (n)         | Maskingevaer m/14 (system Madsen) (Madsen-Maschinengewehr)              | Lauf                                                                 | 6,5     |                                                                                            |
| 103 02 (n)     | 6,5 mm le MG 103 (n)         | Maskingevaer m/22 (system Madsen) (Madsen-Maschinengewehr)              |                                                                      | 6,5     | anders als bei le MG 102 (n) ist Korn 60 mm hinter Mündung                                 |
| 103 02 (n) 1   | 6,5 mm le MG 103 (n)         | Maskingevaer m/22 (system Madsen) (Madsen-Maschinengewehr)              | Lauf                                                                 | 6,5     |                                                                                            |
| 103 02 (n) 2   | VK f le MG 103 (n)           | Suppleringskasse til Mg m/1922                                          |                                                                      | 6,5     | Vorratskasten                                                                              |
| 104 02 (g)     | 6,5 mm le MG 104 (g)         | in D 50/2 keine Angabe (Hotchkiss M1926)                                |                                                                      | 6,5     |                                                                                            |
| 104 02 (g) 1   | 6,5 mm le MG 104 (g)         | in D 50/2 keine Angabe (Hotchkiss M1926)                                | Lauf                                                                 | 6,5     |                                                                                            |
| 105 02 (f)     | l MG 105 (f)                 | Fusil-Mitrailleur Hotchkiss Mle 1922 (Hotchkiss M1922)                  |                                                                      | 6,5–8   | Waffe für Ausfuhr gefertigt, je nach Wünschen der Besteller                                |
| 105 02 (f) 1   | l MG 105 (f)                 | Fusil-Mitrailleur Hotchkiss Mle 1922 (Hotchkiss M1922)                  | Lauf                                                                 | 6,5–8   |                                                                                            |
| 106 02 (f)     | l MG 106 (f)                 | Fusil-mitrailleur „Darne“ Mle 1922 (Darne-Maschinengewehr)              |                                                                      | 7,5–8   | Waffe für Ausfuhr gefertigt, je nach Wünschen der Besteller                                |
| 106 02 (f) 1   | l MG 106 (f)                 | Fusil-mitrailleur „Darne“ Mle 1922 (Darne-Maschinengewehr)              | Lauf                                                                 | 7,5–8   |                                                                                            |
| 107 02 (f)     | l MG 107 (f)                 | Fusil-mitrailleur Lewis Mle 1924 (Lewis-Maschinengewehr)                |                                                                      | 6,5–8   | Waffe für Ausfuhr gefertigt, je nach Wünschen der Besteller                                |
| 107 02 (f) 1   | l MG 107 (f)                 | Fusil-mitrailleur Lewis Mle 1924 (Lewis-Maschinengewehr)                | Lauf                                                                 | 6,5–8   |                                                                                            |
| 115 02 (f)     | 7,5 mm l MG 115 (f)          | Fusil-mitrailleur Mle 1924 (MAC-24/29)                                  |                                                                      | 7,5     | Mehrzahl wurde nachträglich in l MG 116 (f) geändert                                       |
| 115 02 (f) 1   | 7,5 mm l MG 115 (f)          | Fusil-mitrailleur Mle 1924 (MAC-24/29)                                  | Lauf                                                                 | 7,5     |                                                                                            |
| 116 02 (f)     | 7,5 mm le MG 116 (f)         | Fusil-Mitrailleur Mle 1924-M 29 (MAC-24/29)                             |                                                                      | 7,5     |                                                                                            |
| 116 02 (f) 1   | 7,5 mm le MG 116 (f)         | Fusil-Mitrailleur Mle 1924-M 29 (MAC-24/29)                             | Lauf                                                                 | 7,5     |                                                                                            |
| 116 02 (f) 2   | 7,5 mm le MG 116 (f)         | Fusil-Mitrailleur Mle 1924-M 29 (MAC-24/29)                             | Zweibein                                                             | 7,5     |                                                                                            |
| 116 02 (f) 3   | 7,5 mm le MG 116 (f)         | Fusil-Mitrailleur Mle 1924-M 29 (MAC-24/29)                             |                                                                      | 7,5     | Mittelstütze (Bild: Nr. 1)                                                                 |
| 116 02 (f) 4   | 7,5 mm le MG 116 (f)         | Fusil-Mitrailleur Mle 1924-M 29 (MAC-24/29)                             | Kolbenstütze (Bild: Nr. 2)                                           | 7,5     |                                                                                            |
| 116 02 (f) 5   | 7,5 mm le MG 116 (f)         | Fusil-Mitrailleur Mle 1924-M 29 (MAC-24/29)                             | Bettungsplatte für Zweibein (Bild: Nr. 3)                            | 7,5     |                                                                                            |
| 116 02 (f) 6   | 7,5 mm le MG 116 (f)         | Fusil-Mitrailleur Mle 1924-M 29 (MAC-24/29)                             | Bettungsplatte für Kolbenstütze (Bild: Nr. 4)                        | 7,5     |                                                                                            |
| 116 02 (f) 7   | 7,5 mm le MG 116 (f)         | Fusil-Mitrailleur Mle 1924-M 29 (MAC-24/29)                             | Erdpfähle für Bettungsplatten (Bild: Nr. 5)                          | 7,5     |                                                                                            |
| 116 02 (f) 8   | 7,5 mm le MG 116 (f)         | Fusil-Mitrailleur Mle 1924-M 29 (MAC-24/29)                             | Magazinfüller (Bild: Nr. 6)                                          | 7,5     |                                                                                            |
| 116 02 (f) 9   | 7,5 mm le MG 116 (f)         | Fusil-Mitrailleur Mle 1924-M 29 (MAC-24/29)                             | Magazintasche (Bild: Nr. 7)                                          | 7,5     |                                                                                            |
| 116 02 (f) 10  | 7,5 mm le MG 116 (f)         | Fusil-Mitrailleur Mle 1924-M 29 (MAC-24/29)                             |                                                                      | 7,5     | Fliegerabwehr- visier                                                                      |
| 116 02 (f) 11  | 7,5 mm le MG 116 (f)         | Fusil-Mitrailleur Mle 1924-M 29 (MAC-24/29)                             | Zielstachel (Bild: Nr. 1)                                            | 7,5     |                                                                                            |
| 116 02 (f) 12  | 7,5 mm le MG 116 (f)         | Fusil-Mitrailleur Mle 1924-M 29 (MAC-24/29)                             | Kreiskorn (Bild: Nr. 2)                                              | 7,5     |                                                                                            |
| 116 02 (f) 13  | 7,5 mm le MG 116 (f)         | Fusil-Mitrailleur Mle 1924-M 29 (MAC-24/29)                             | Tasche (Bild: Nr. 3)                                                 | 7,5     |                                                                                            |
| 116 02 (i)     | 7,5 mm le MG 116 (i)         | Fusil-Mitrailleur Mle 1924-M 29 (MAC-24/29)                             |                                                                      | 7,5     | entspricht dem le MG 116 (f)                                                               |
| 116 02 (i) 1   | 7,5 mm le MG 116 (i)         | Fusil-Mitrailleur Mle 1924-M 29 (MAC-24/29)                             | Lauf                                                                 | 7,5     |                                                                                            |
| 116 02 (i) 2   | 7,5 mm le MG 116 (i)         | Fusil-Mitrailleur Mle 1924-M 29 (MAC-24/29)                             | Zweibein                                                             | 7,5     |                                                                                            |
| 116 02 (i) 3   | 7,5 mm le MG 116 (i)         | Fusil-Mitrailleur Mle 1924-M 29 (MAC-24/29)                             |                                                                      | 7,5     | Mittelstütze (Bild: Nr. 1)                                                                 |
| 116 02 (i) 4   | 7,5 mm le MG 116 (i)         | Fusil-Mitrailleur Mle 1924-M 29 (MAC-24/29)                             | Kolbenstütze (Bild: Nr. 2)                                           | 7,5     |                                                                                            |
| 116 02 (i) 5   | 7,5 mm le MG 116 (i)         | Fusil-Mitrailleur Mle 1924-M 29 (MAC-24/29)                             | Bettungsplatte für Zweibein (Bild: Nr. 3)                            | 7,5     |                                                                                            |
| 116 02 (i) 6   | 7,5 mm le MG 116 (i)         | Fusil-Mitrailleur Mle 1924-M 29 (MAC-24/29)                             | Bettungsplatte für Kolbenstütze (Bild: Nr. 4)                        | 7,5     |                                                                                            |
| 116 02 (i) 7   | 7,5 mm le MG 116 (i)         | Fusil-Mitrailleur Mle 1924-M 29 (MAC-24/29)                             | Erdpfähle für Bettungsplatten (Bild: Nr. 5)                          | 7,5     |                                                                                            |
| 116 02 (i) 8   | 7,5 mm le MG 116 (i)         | Fusil-Mitrailleur Mle 1924-M 29 (MAC-24/29)                             | Magazinfüller (Bild: Nr. 6)                                          | 7,5     |                                                                                            |
| 116 02 (i) 9   | 7,5 mm le MG 116 (i)         | Fusil-Mitrailleur Mle 1924-M 29 (MAC-24/29)                             | Magazintasche (Bild: Nr. 7)                                          | 7,5     |                                                                                            |
| 116 02 (i) 10  | 7,5 mm le MG 116 (i)         | Fusil-Mitrailleur Mle 1924-M 29 (MAC-24/29)                             |                                                                      | 7,5     | Rückstoßverstärker für Platzpatronen                                                       |
| 117/1 02 (f)   | 7.5 mm MG 117/1 (f)          | Fusil Mitrailleur "M A S" Mle 1922 (Fusil-Mitrailleur MAS Mle 1922)     |                                                                      | 7,5     |                                                                                            |
| 117/1 02 (f) 1 | 7.5 mm MG 117/1 (f)          | Fusil Mitrailleur "M A S" Mle 1922 (Fusil-Mitrailleur MAS Mle 1922)     | langer Lauf                                                          | 7,5     |                                                                                            |
| 117/2 02 (f)   | 7.5 mm MG 117/2 (f)          | Fusil Mitrailleur "M A S" Mle 1922 (Fusil-Mitrailleur MAS Mle 1922)     |                                                                      | 7,5     |                                                                                            |
| 117/2 02 (f) 1 | 7.5 mm MG 117/2 (f)          | Fusil Mitrailleur "M A S" Mle 1922 (Fusil-Mitrailleur MAS Mle 1922)     | kurzer Lauf                                                          | 7,5     |                                                                                            |
| 120 02 (r)     | 7,62 mm le MG 120 (r)        | Rutschnoj pulemet "Degtjarewa" obr 1928 (Infanterie-Maschinengewehr DP) |                                                                      | 7,62    |                                                                                            |
| 120 02 (r) 1   | 7,62 mm le MG 120 (r)        | Rutschnoj pulemet "Degtjarewa" obr 1928 (Infanterie-Maschinengewehr DP) | Lauf                                                                 | 7,62    |                                                                                            |
| 120 02 (r) 2   | 7,62 mm le MG 120 (r)        | Rutschnoj pulemet "Degtjarewa" obr 1928 (Infanterie-Maschinengewehr DP) | Zweibein 120/1 (r) ohne Gestänge                                     | 7,62    |                                                                                            |
| 120 02 (r) 3   | 7,62 mm le MG 120 (r)        | Rutschnoj pulemet "Degtjarewa" obr 1928 (Infanterie-Maschinengewehr DP) | Zweibein 120/2 (r) mit Gestänge                                      | 7,62    |                                                                                            |
| 120 02 (r) 4   | 7,62 mm le MG 120 (r)        | Rutschnoj pulemet "Degtjarewa" obr 1928 (Infanterie-Maschinengewehr DP) |                                                                      | 7,62    | Trommelbehälter                                                                            |
| 120 02 (r) 5   | 7,62 mm le MG 120 (r)        | Rutschnoj pulemet "Degtjarewa" obr 1928 (Infanterie-Maschinengewehr DP) |                                                                      | 7,62    | Stoffbehälter für 1 Vorratslauf                                                            |
| 120 02 (r) 6   | Erg K 120 (r)                | Rutschnoj pulemet "Degtjarewa" obr 1928 (Infanterie-Maschinengewehr DP) |                                                                      | 7,62    | Ergänzungskasten                                                                           |
| 121 02 (r)     | 7,62 mm le MG 121 (r)        | Rutschnoj pulemet "Maksim-Tokarew" (Maxim-Tokarew)                      |                                                                      | 7,62    |                                                                                            |
| 121 02 (r) 1   | 7,62 mm le MG 121 (r)        | Rutschnoj pulemet "Maksim-Tokarew" (Maxim-Tokarew)                      | Lauf                                                                 | 7,62    |                                                                                            |
| 122 02 (r)     | 7,62 mm le MG 122 (r)        | Rutschnoj Pulemet "Lewis" (Lewis-Maschinengewehr)                       |                                                                      | 7,62    | stammt aus Lieferungen der Entente während des Weltkriegs                                  |
| 122 02 (r) 1   | 7,62 mm le MG 122 (r)        | Rutschnoj Pulemet "Lewis" (Lewis-Maschinengewehr)                       | Lauf                                                                 | 7,62    |                                                                                            |
| 123 02 (a)     | 7,62 mm le MG 123 (a)        | Rifle automatic, cal .30" "Browning" M 18 (Browning Automatic Rifle)    | Bilderwunsch                                                         | 7,62    | ähnlich le MG 124 (a), jedoch ohne Zweibein und Kolbenfüße                                 |
| 123 02 (a) 1   | 7,62 mm le MG 123 (a)        | Rifle automatic, cal .30" "Browning" M 18 (Browning Automatic Rifle)    | Bilderwunsch                                                         | 7,62    | Lauf                                                                                       |
| 124 02 (a)     | 7,62 mm le MG 124 (a)        | Rifle automatic, cal .30" "Browning" M 22 (Browning Automatic Rifle)    |                                                                      | 7,62    | ähnlich le MG 123 (a), jedoch mit Zweibein und Kolbenfüße                                  |
| 124 02 (a) 1   | 7,62 mm le MG 124 (a)        | Rifle automatic, cal .30" "Browning" M 22 (Browning Automatic Rifle)    | Lauf                                                                 | 7,62    |                                                                                            |
| 125 02 (b)     | 7,65 mm l MG 125 (b)         | Mitrailleuse „Maxim“ légère (MG 08)                                     |                                                                      | 7,65    | entspricht deutschem MG 08/15, jedoch für belgische Patrone eingerichtet                   |
| 125 02 (b) 1   | 7,65 mm l MG 125 (b)         | Mitrailleuse „Maxim“ légère (MG 08)                                     | Lauf                                                                 | 7,65    |                                                                                            |
| 125 02 (b) 2   | MG Dreibein 125 (b)          | Trépied speciale M A E pour Mi „Maxim“ légère                           | Maschinengewehr- Dreibein                                            | 7,65    |                                                                                            |
| 125 02 (b) 3   | MG Säulenlaf 125 (b)         | Affut-colonne universel                                                 | Maschinengewehr- Säulenlafette                                       | 7,65    |                                                                                            |
| 126 02 (b)     | 7,65 mm l MG 126 (b)         | Fusil-Mitrailleur 15–27 (Chauchat)                                      |                                                                      | 7,65    |                                                                                            |
| 126 02 (b) 1   | 7,65 mm l MG 126 (b)         | Fusil-Mitrailleur 15–27 (Chauchat)                                      | Lauf                                                                 | 7,65    |                                                                                            |
| 127 02 (b)     | 7,65 mm le MG 127 (b)        | Fusil-Mitrailleur 1930 (Browning Automatic Rifle)                       |                                                                      | 7,65    |                                                                                            |
| 127 02 (b) 1   | 7,65 mm le MG 127 (b)        | Fusil-Mitrailleur 1930 (Browning Automatic Rifle)                       | Lauf                                                                 | 7,65    |                                                                                            |
| 127 02 (b) 3   | Fla MG Laf 127 (b) (für Kfz) | Despositif pour FM mod 30 sur side-car                                  |                                                                      | 7,65    |                                                                                            |
| 127 02 (b) 4   |                              |                                                                         | Werkzeugtasche                                                       | 7,65    |                                                                                            |
| 127 02 (b) 5   |                              |                                                                         | Kolbenstütze                                                         | 7,65    |                                                                                            |
| 135 02 (e)     | 7,7 mm l MG 135 (e)          | Vickers-Berthier Light Machine Gun (Vickers-Berthier)                   |                                                                      | 7,7     |                                                                                            |
| 135 02 (e) 1   | 7,7 mm l MG 135 (e)          | Vickers-Berthier Light Machine Gun (Vickers-Berthier)                   | Lauf                                                                 | 7,7     |                                                                                            |
| 135/2 02 (r)   | 7,7 mm le MG 135/2 (r)       | Rutschnoj pulemet „Vickers-Berthier“ (Vickers-Berthier)                 | Bilderwunsch                                                         | 7,7     | stammt aus lettischen Beständen, entspricht l MG 135 (e), bis auf Gewicht, Länge, Visier   |
| 135/2 02 (r) 1 | 7,7 mm le MG 135/2 (r)       | Rutschnoj pulemet „Vickers-Berthier“ (Vickers-Berthier)                 | Bilderwunsch                                                         | 7,7     | Lauf                                                                                       |
| 136 02 (e)     | 7,7 mm l MG 136 (e)          | Hotchkiss Light Machine Gun Mk I (Mk II) (Hotchkiss M1909)              |                                                                      | 7,7     | wird in England durch das l MG 138 (e) ersetzt, Mk I hat Holzkolben Mk II hart Handgriff   |
| 136 02 (e) 1   | 7,7 mm l MG 136 (e)          | Hotchkiss Light Machine Gun Mk I (Mk II) (Hotchkiss M1909)              | Lauf                                                                 | 7,7     |                                                                                            |
| 136 02 (e) 2   | MG Dreifuß 136 (g)           | Hotchkiss Light Machine Gun Mk I (Mk II) (Hotchkiss M1909)              |                                                                      | 7,7     | Maschinengewehr- Dreifuß                                                                   |
| 136 02 (e) 3   | kl MG Dreibein 136 (g)       | Hotchkiss Light Machine Gun Mk I (Mk II) (Hotchkiss M1909)              |                                                                      | 7,7     | kleines Maschinengewehr- Dreibein                                                          |
| 136 02 (g)     | 7,7 mm le MG 136 (g)         | in D 50/2 keine Angabe (Hotchkiss M1909)                                |                                                                      | 7,7     | besitzt meistens einen Pistolengriff und angesetzte Schulterstütze                         |
| 136 02 (g) 1   | 7,7 mm le MG 136 (g)         | in D 50/2 keine Angabe (Hotchkiss M1909)                                | Lauf                                                                 | 7,7     |                                                                                            |
| 136 02 (g) 2   | MG Dreifuß 136 (g)           | in D 50/2 keine Angabe (Hotchkiss M1909)                                |                                                                      | 7,7     | Maschinengewehr- Dreifuß                                                                   |
| 136 02 (g) 3   | kl MG Dreibein 136 (g)       | in D 50/2 keine Angabe (Hotchkiss M1909)                                |                                                                      | 7,7     | kleines Maschinengewehr- Dreibein                                                          |
| 137 02 (e)     | 7,7 mm l MG 137 (e)          | Lewis Light Machine Gun Model 1914 (Lewis-Maschinengewehr)              |                                                                      | 7,7     | wird in England durch das l MG 138 (e) ersetzt                                             |
| 137 02 (e) 1   | 7,7 mm l MG 137 (e)          | Lewis Light Machine Gun Model 1914 (Lewis-Maschinengewehr)              | Lauf                                                                 | 7,7     |                                                                                            |
| 138 02 (e)     | 7,7 mm le MG 138 (e)         | Bren Light Machine Gun (Bren (Maschinengewehr))                         |                                                                      | 7,7     |                                                                                            |
| 138 02 (e) 1   | 7,7 mm le MG 138 (e)         | Bren Light Machine Gun (Bren (Maschinengewehr))                         | Lauf                                                                 | 7,7     |                                                                                            |
| 138 02 (e) 3   | DrehsitzMG Laf 138 (e)       | Bren Light Machine Gun (Bren (Maschinengewehr))                         | Drehsitz- Maschinengewehr-Lafette                                    | 7,7     |                                                                                            |
| 138 02 (e) 4   |                              | Bren Light Machine Gun (Bren (Maschinengewehr))                         | Magazinfüller                                                        | 7,7     |                                                                                            |
| 145 02 (j)     | 7,9 mm le MG 145 (j)         | Leki-Mitralez 7,9 mm M 8/15 M (MG 08)                                   |                                                                      | 7,9     | entspricht deutschem MG 08/15                                                              |
| 145 02 (j) 1   | 7,9 mm le MG 145 (j)         | Leki-Mitralez 7,9 mm M 8/15 M (MG 08)                                   | Lauf                                                                 | 7,9     |                                                                                            |
| 145 02 (j) 3   | 7,9 mm le MG 145 (j)         | Leki-Mitralez 7,9 mm M 8/15 M (MG 08)                                   | Maschinengewehr- Dreibein                                            | 7,9     |                                                                                            |
| 145 02 (r)     | 7,9 mm le MG 145 (r)         | Rutschnoj pulemet „Maksima“ obr 08/15 (MG 08)                           |                                                                      | 7,9     | entspricht deutschem MG 08/15 ohne Formänderung nach 1920, entstammt litauischen Beständen |
| 145 02 (r) 1   | 7,9 mm le MG 145 (r)         | Rutschnoj pulemet „Maksima“ obr 08/15 (MG 08)                           | Lauf                                                                 | 7,9     |                                                                                            |
| 146/1 02 (j)   | 7,9 mm le MG 146/1 (j)       | Puska-Mitralez 7,9 mm M 26 (ZB vz. 26)                                  |                                                                      | 7,9     | entspricht dem le MG 26 (t)                                                                |
| 146/1 02 (j) 1 | 7,9 mm le MG 146/1 (j)       | Puska-Mitralez 7,9 mm M 26 (ZB vz. 26)                                  | Lauf                                                                 | 7,9     |                                                                                            |
| 146/2 02 (r)   | 7,9 mm le MG 146/2 (r)       | Rutschnoj pulemet obr 1926 ZB vz. 26                                    |                                                                      | 7,9     | ähnlich le MG 146/1 (j), jedoch veränderter Lauf                                           |
| 146/2 02 (r) 1 | 7,9 mm le MG 146/2 (r)       | Rutschnoj pulemet obr 1926 ZB vz. 26                                    | Lauf                                                                 | 7,9     |                                                                                            |
| 146/2 02 (r) 2 | MG Lafette 146/2 (r)         | Rutschnoj pulemet obr 1926 ZB vz. 26                                    | Maschinengewehr- Lafette                                             | 7,9     |                                                                                            |
| 147 02 (j)     | 7,9 mm le MG 147 (j)         | Puska-Mitralez 7,9 mm M 15/26 (Chauchat)                                |                                                                      | 7,9     | aus französischen Beständen, aber auf Kaliber 7,9 mm geändert                              |
| 147 02 (j) 1   | 7,9 mm le MG 147 (j)         | Puska-Mitralez 7,9 mm M 15/26 (Chauchat)                                | Lauf                                                                 | 7,9     |                                                                                            |
| 148 02 (j)     | 7,9 mm le MG 148 (j)         | Puska-Mitralez 7,9 mm M 37 (ZB vz. 30)                                  |                                                                      | 7,9     | systemgleich mit le MG 146/1 (j), Einzelteile jedoch nicht untereinander austauschbar      |
| 148 02 (j) 1   | 7,9 mm le MG 148 (j)         | Puska-Mitralez 7,9 mm M 37 (ZB vz. 30)                                  | Lauf                                                                 | 7,9     |                                                                                            |
| 148 02 (j) 3   | 7,9 mm le MG 148 (j)         | Puska-Mitralez 7,9 mm M 37 (ZB vz. 30)                                  |                                                                      | 7,9     | Werkzeug- und Zubehörtasche (Bild: Nr. 2)                                                  |
| 148 02 (j) 4   | 7,9 mm le MG 148 (j)         | Puska-Mitralez 7,9 mm M 37 (ZB vz. 30)                                  | Tasche für den Einsatz zur Werkzeug- und Zubehörtasche (Bild: Nr. 1) | 7,9     |                                                                                            |
| 148 02 (j) 5   | 7,9 mm le MG 148 (j)         | Puska-Mitralez 7,9 mm M 37 (ZB vz. 30)                                  | Laufbehälter (Bild: Nr. 3)                                           | 7,9     |                                                                                            |
| 148 02 (j) 6   | 7,9 mm le MG 148 (j)         | Puska-Mitralez 7,9 mm M 37 (ZB vz. 30)                                  |                                                                      | 7,9     | Magazintasche                                                                              |
| 148 02 (j) 7   | 7,9 mm le MG 148 (j)         | Puska-Mitralez 7,9 mm M 37 (ZB vz. 30)                                  | Magazintornister                                                     | 7,9     |                                                                                            |
| 148 02 (j) 8   | 7,9 mm le MG 148 (j)         | Puska-Mitralez 7,9 mm M 37 (ZB vz. 30)                                  | Magazinfüllertasche                                                  | 7,9     |                                                                                            |
| 152/1 02 (g)   | 7,9 mm le MG 152/1 (g)       | in D 50/2 keine Angabe Hotchkiss M1926                                  |                                                                      | 7,9     |                                                                                            |
| 152/1 02 (g) 1 | 7,9 mm le MG 152/1 (g)       | in D 50/2 keine Angabe Hotchkiss M1926                                  | Lauf                                                                 | 7,9     |                                                                                            |
| 152 02 (g) 2   | MG Dreifuß 152 (g)           | in D 50/2 keine Angabe Hotchkiss M1926                                  | Maschinengewehr- Dreifuß                                             | 7,9     |                                                                                            |
| 152/2 02 (g)   | 7,9 mm le MG 152/2 (g)       | in D 50/2 keine Angabe Hotchkiss M1926                                  |                                                                      | 7,9     | ähnlich le MG 152/1 (g), jedoch mit verstärktem Lauf                                       |
| 152/2 02 (g) 1 | 7,9 mm le MG 152/2 (g)       | in D 50/2 keine Angabe Hotchkiss M1926                                  | Lauf                                                                 | 7,9     |                                                                                            |
| 152 02 (g) 2   | MG Dreifuß 152 (g)           | in D 50/2 keine Angabe Hotchkiss M1926                                  | Maschinengewehr- Dreifuß                                             | 7,9     |                                                                                            |
| 153 02 (r)     | 7,9 mm le MG 153 (r)         | Rutschnoj pulemet „Bergmann“ obr 1915 (Bergmann MG 15nA)                |                                                                      | 7,9     | Waffe ist deutscher Herkunft, wird nicht mehr gefertigt und ist veraltet                   |
| 153 02 (r) 1   | 7,9 mm le MG 153 (r)         | Rutschnoj pulemet „Bergmann“ obr 1915 (Bergmann MG 15nA)                | Lauf                                                                 | 7,9     |                                                                                            |
| 154/1 02 (p)   | 7,9 mm le MG 154/1 (p)       | in D 50/2 keine Angabe (Browning wz. 1928)                              |                                                                      | 7,9     | mit Kornschutz Kreiskornhalter und mit langem Kolben                                       |
| 154/1 02 (p) 1 | 7,9 mm le MG 154/1 (p)       | in D 50/2 keine Angabe (Browning wz. 1928)                              | Lauf                                                                 | 7,9     |                                                                                            |
| 154/1 02 (r)   | 7,9 mm le MG 154/1 (r)       | Rutschnoj pulemet „Browning“ obr 1928 (Browning wz. 1928)               |                                                                      | 7,9     | mit Kornschutz Kreiskornhalter und mit langem Kolben                                       |
| 154/1 02 (r) 1 | 7,9 mm le MG 154/1 (r)       | Rutschnoj pulemet „Browning“ obr 1928 (Browning wz. 1928)               | Lauf                                                                 | 7,9     |                                                                                            |
| 154/2 02 (p)   | 7,9 mm le MG 154/2 (p)       | in D 50/2 keine Angabe (Browning wz. 1928)                              |                                                                      | 7,9     | ohne Kornschutz Kreiskornhalter und mit kurzem Kolben                                      |
| 154/2 02 (p) 1 | 7,9 mm le MG 154/2 (p)       | in D 50/2 keine Angabe (Browning wz. 1928)                              | Lauf                                                                 | 7,9     |                                                                                            |
| 154/2 02 (r)   | 7,9 mm le MG 154/2 (r)       | Rutschnoj pulemet „Browning“ obr 1928 (Browning wz. 1928)               |                                                                      | 7,9     | ohne Kornschutz Kreiskornhalter und mit kurzem Kolben                                      |
| 154/2 02 (r) 1 | 7,9 mm le MG 154/2 (r)       | Rutschnoj pulemet „Browning“ obr 1928 (Browning wz. 1928)               | Lauf                                                                 | 7,9     |                                                                                            |
| 156 02 (f)     | 8 mm l MG 156 (f)            | Fusil-mitrailleur Mle 1915 (Chauchat)                                   |                                                                      | 8       |                                                                                            |
| 156 02 (f) 1   | 8 mm l MG 156 (f)            | Fusil-mitrailleur Mle 1915 (Chauchat)                                   | Lauf                                                                 | 8       |                                                                                            |
| 156 02 (g)     | 8 mm le MG 156 (g)           | in D 50/2 keine Angabe (Chauchat)                                       |                                                                      | 8       | entspricht dem l MG 156 (f)                                                                |
| 156 02 (g) 1   | 8 mm le MG 156 (g)           | in D 50/2 keine Angabe (Chauchat)                                       | Lauf                                                                 | 8       |                                                                                            |
| 156 02 (j)     | 8 mm le MG 156 (j)           | Puska-Mitralez 8 mm M 15 (Chauchat)                                     |                                                                      | 8       | entspricht dem l MG 156 (f)                                                                |
| 156 02 (j) 1   | 8 mm le MG 156 (j)           | Puska-Mitralez 8 mm M 15 (Chauchat)                                     | Lauf                                                                 | 8       |                                                                                            |
| 157 02 (f)     | 8 mm l MG 157 (f)            | Fusil-mitrailleur „Madsen“ Mle 1922 (Madsen-Maschinengewehr)            |                                                                      | 8       | Das l MG „Madsen“ existiert auch in anderen Kalibern                                       |
| 157 02 (f) 1   | 8 mm l MG 157 (f)            | Fusil-mitrailleur „Madsen“ Mle 1922 (Madsen-Maschinengewehr)            | Lauf                                                                 | 8       |                                                                                            |
| 158 02 (d)     | 8 mm le MG 158 (d)           | Rekytgevaer M 1903/24 (Madsen-Maschinengewehr)                          |                                                                      | 8       |                                                                                            |
| 158 02 (d) 1   | 8 mm le MG 158 (d)           | Rekytgevaer M 1903/24 (Madsen-Maschinengewehr)                          | Lauf                                                                 | 8       |                                                                                            |
| 158 02 (d) 2   | 8 mm le MG 158 (d)           | Rekytgevaer M 1903/24 (Madsen-Maschinengewehr)                          |                                                                      | 8       | Vorderstütze (Bild: Nr. 1)                                                                 |
| 158 02 (d) 3   | 8 mm le MG 158 (d)           | Rekytgevaer M 1903/24 (Madsen-Maschinengewehr)                          | Zweibein (Bild: Nr. 2)                                               | 8       |                                                                                            |
| 158 02 (d) 4   | 8 mm le MG 158 (d)           | Rekytgevaer M 1903/24 (Madsen-Maschinengewehr)                          | Kolbenstütze (Bild: Nr. 3)                                           | 8       |                                                                                            |
| 158 02 (d) 41  | 8 mm le MG 158 (d)           | Rekytgevaer M 1903/24 (Madsen-Maschinengewehr)                          |                                                                      | 8       | Trageschlaufe (Bild: Nr. 3)                                                                |
| 158 02 (d) 5   | 8 mm le MG 158 (d)           | Rekytgevaer M 1903/24 (Madsen-Maschinengewehr)                          | Laufbehälter (Bild: Nr. 1)                                           | 8       |                                                                                            |
| 158 02 (d) 6   | 8 mm le MG 158 (d)           | Rekytgevaer M 1903/24 (Madsen-Maschinengewehr)                          | Wischstock (Bild: Nr. 1a)                                            | 8       |                                                                                            |
| 158 02 (d) 7   | 8 mm le MG 158 (d)           | Rekytgevaer M 1903/24 (Madsen-Maschinengewehr)                          | Magazinbürste (Bild: Nr. 2)                                          | 8       |                                                                                            |
| 158 02 (d) 8   | 8 mm le MG 158 (d)           | Rekytgevaer M 1903/24 (Madsen-Maschinengewehr)                          | Wasserflasche (Bild: Nr. 4)                                          | 8       |                                                                                            |
| 158 02 (d) 9   | 8 mm le MG 158 (d)           | Rekytgevaer M 1903/24 (Madsen-Maschinengewehr)                          | Werkzeugtasche (Bild: Nr. 5)                                         | 8       |                                                                                            |
| 158 02 (d) 91  | 8 mm le MG 158 (d)           | Rekytgevaer M 1903/24 (Madsen-Maschinengewehr)                          | Werkzeugschachtel mit Inhalt (Bild: Nr. 5a)                          | 8       |                                                                                            |
| 158 02 (d) 92  | 8 mm le MG 158 (d)           | Rekytgevaer M 1903/24 (Madsen-Maschinengewehr)                          | Pinsel, flach (Bild: Nr. 5b)                                         | 8       |                                                                                            |
| 158 02 (d) 93  | 8 mm le MG 158 (d)           | Rekytgevaer M 1903/24 (Madsen-Maschinengewehr)                          | Hülsenauszieher (Bild: Nr. 5c)                                       | 8       |                                                                                            |
| 158 02 (d) 94  | 8 mm le MG 158 (d)           | Rekytgevaer M 1903/24 (Madsen-Maschinengewehr)                          | Hammer (Bild: Nr. 5d)                                                | 8       |                                                                                            |
| 158 02 (d) 95  | 8 mm le MG 158 (d)           | Rekytgevaer M 1903/24 (Madsen-Maschinengewehr)                          | Patronenlager- wischer (Bild: Nr. 5e)                                | 8       |                                                                                            |
| 158 02 (d) 96  | 8 mm le MG 158 (d)           | Rekytgevaer M 1903/24 (Madsen-Maschinengewehr)                          | Ölkanne (Bild: Nr. 5f)                                               | 8       |                                                                                            |
| 159 02 (d)     | 8 mm le MG 159 (d)           | Rekytgevaer M 1924 (Madsen-Maschinengewehr)                             |                                                                      | 8       | Angaben wurden aus Veröffentlichungen entnommen                                            |
| 159 02 (d) 1   | 8 mm le MG 159 (d)           | Rekytgevaer M 1924 (Madsen-Maschinengewehr)                             | Lauf                                                                 | 8       |                                                                                            |